# Pintura persa
Pintura persa o pintura iraní son denominaciones de la producción pictórica del arte persa o iraní, desarrollado a lo largo de distintas épocas en el espacio geográfico del actual Irán.
En su época prehistórica, se remonta a las cuevas de la provincia iraní de Lorestan, que exhiben escenas de caza y animales algunas de las cuales como las de las provincias de Fars y Sialk tienen al menos 5.000 años de antigüedad.
De época antigua, correspondiente al Imperio aqueménida, se han conservado los frisos del Palacio de Susa, hoy en el museo del Louvre (friso de los arqueros o inmortales -4.75x3.75 m- -inmortales-, friso de los leones -3.60x3.68 m- friso de los grifos -1,65x4.22 m- friso de las esfinges -1.20x1.17 m-), en cerámica vidriada policromada, que refleja la influencia de la puerta de Ishtar de Babilonia.

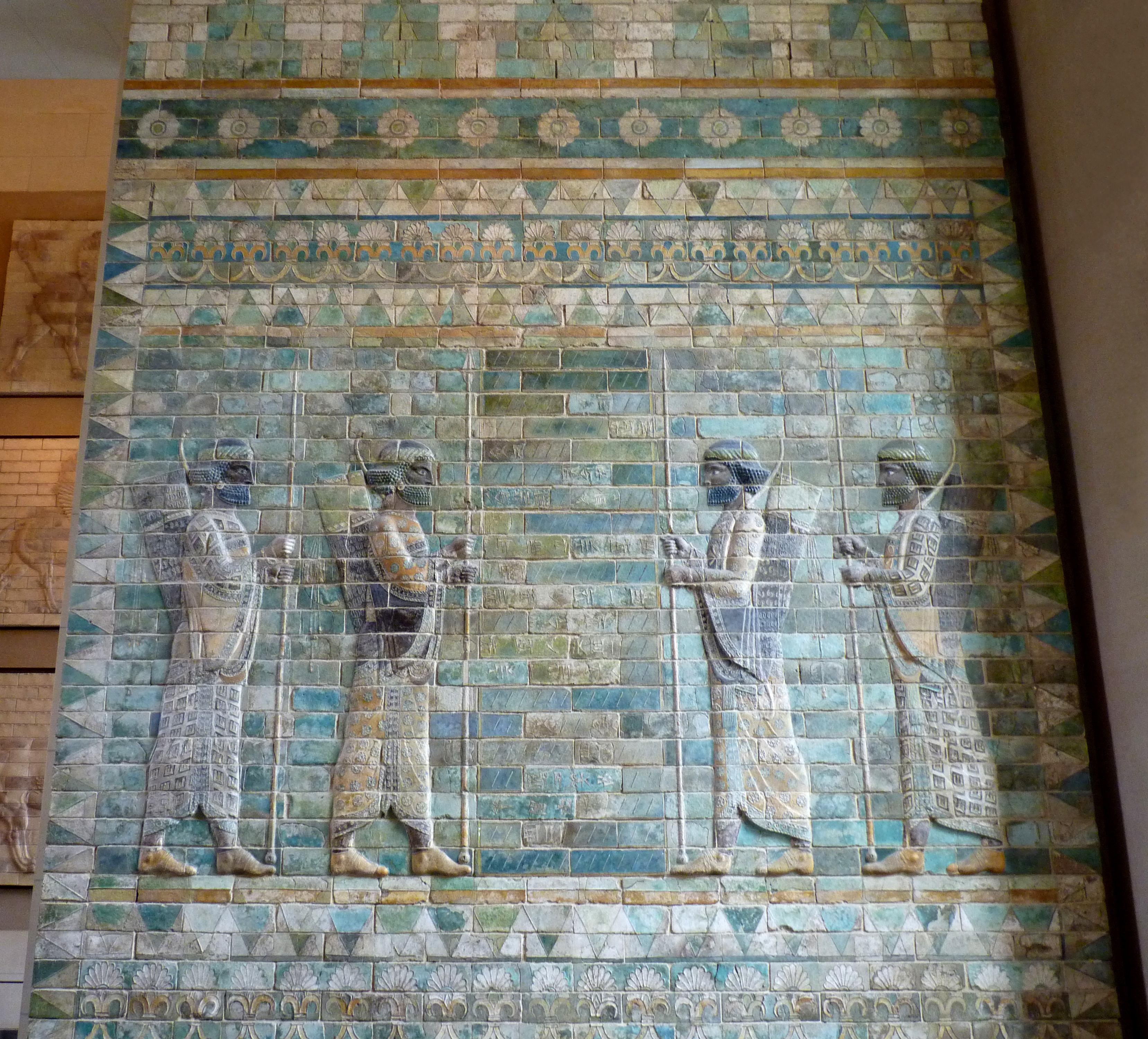
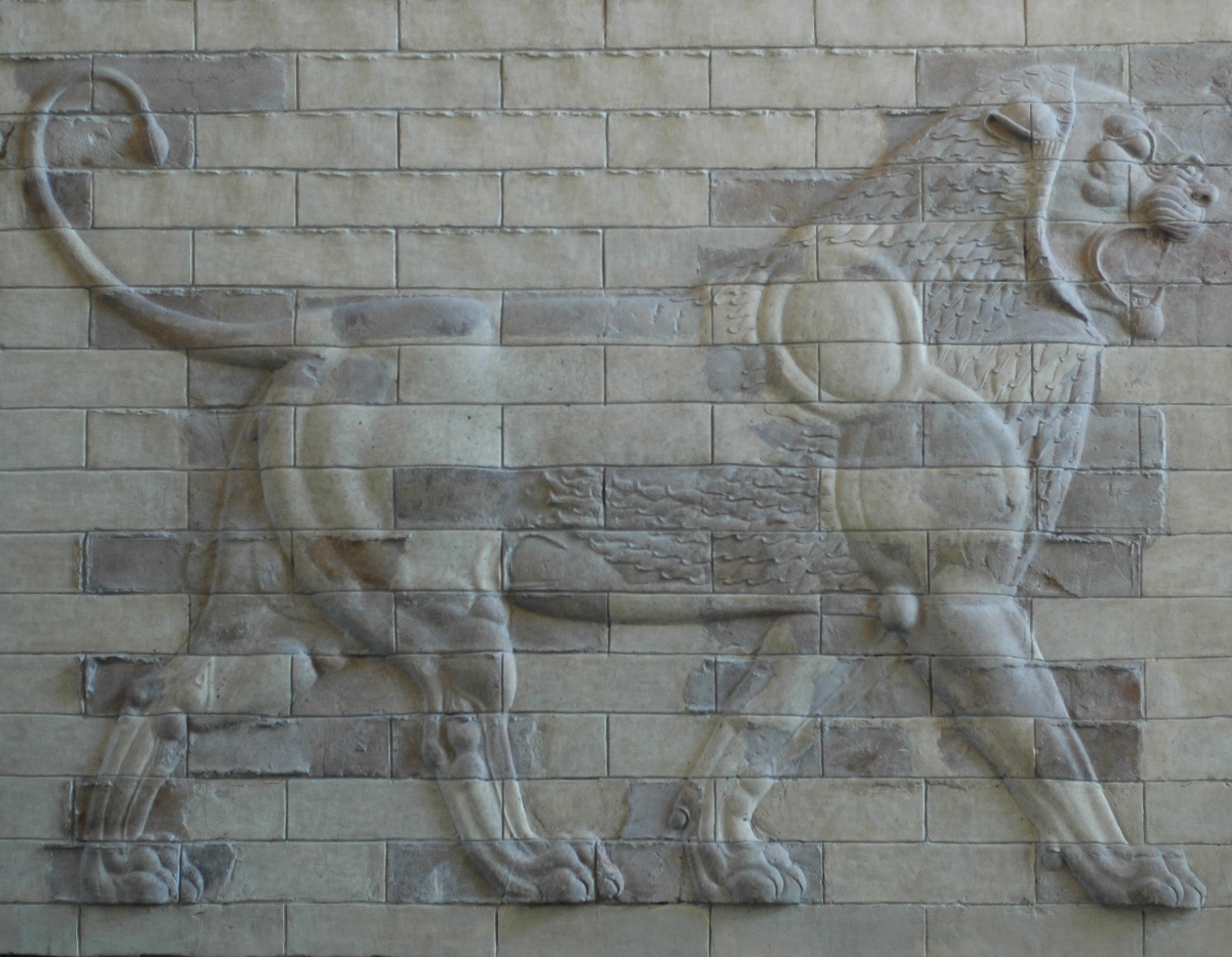
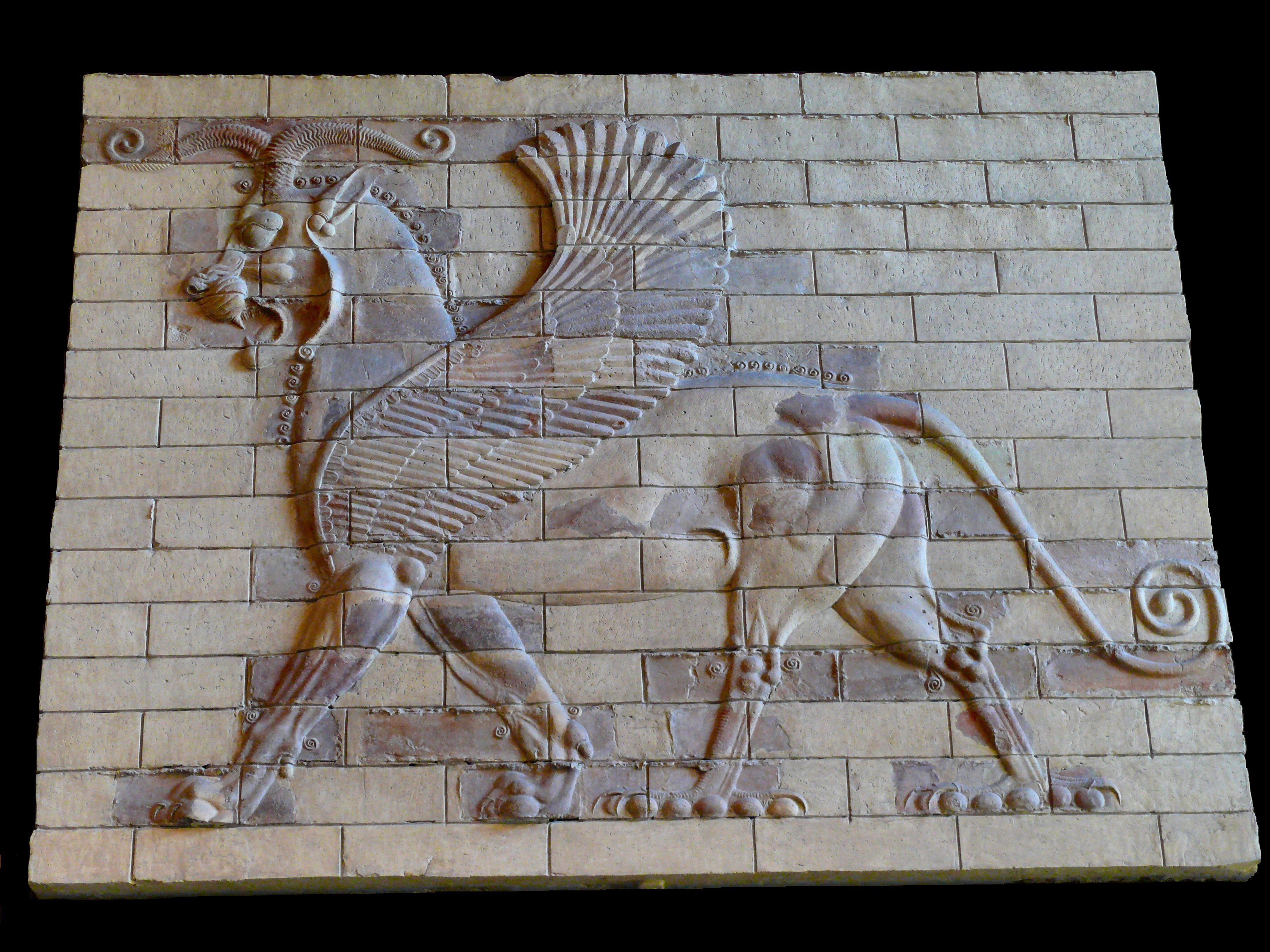
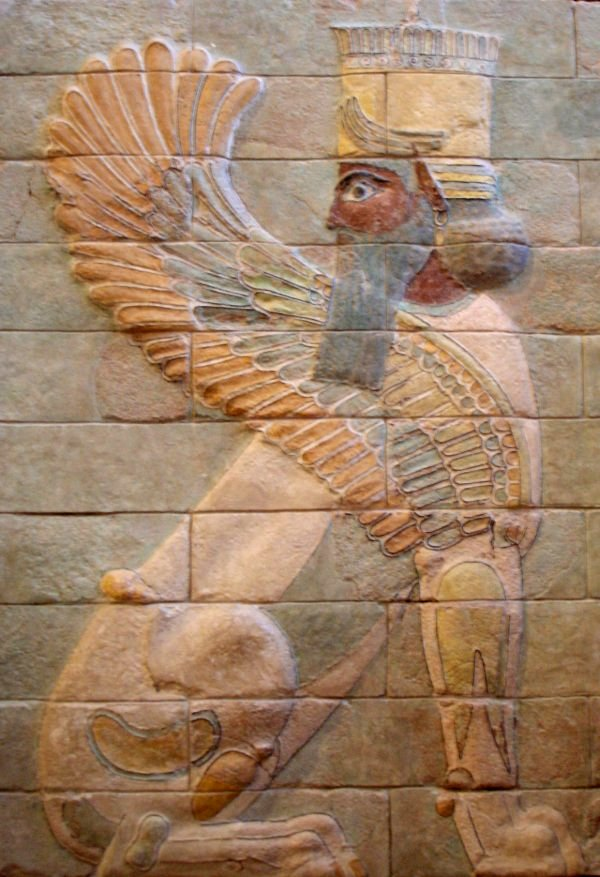

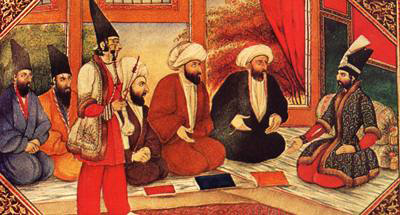
Mulás en presencia del rey. La pintura tiene un marcado estilo qajarí (Kayar).

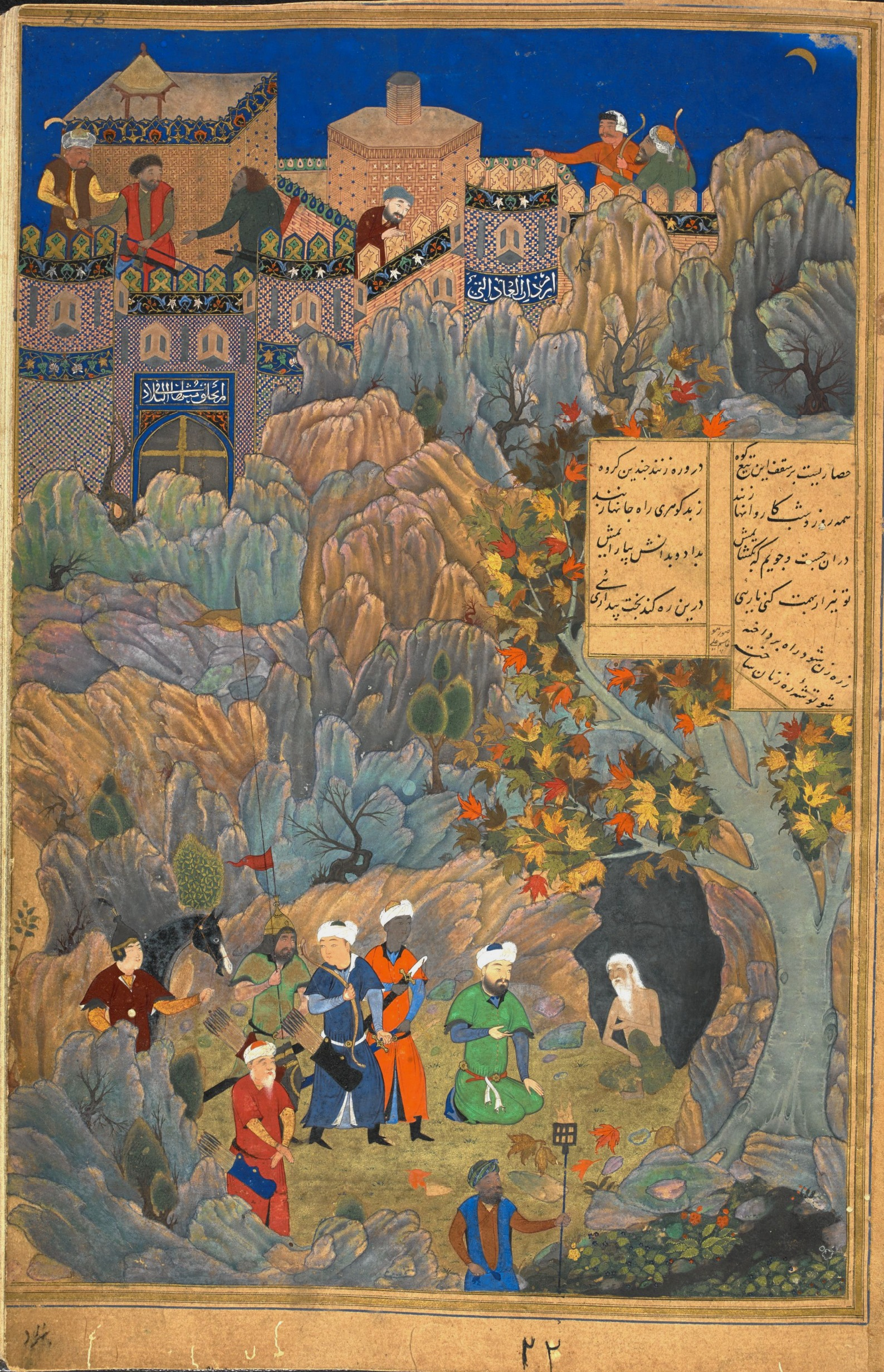
Iskandar visitando al hombre sabio en su cueva, Behzad o Qasim Ali, 1495.

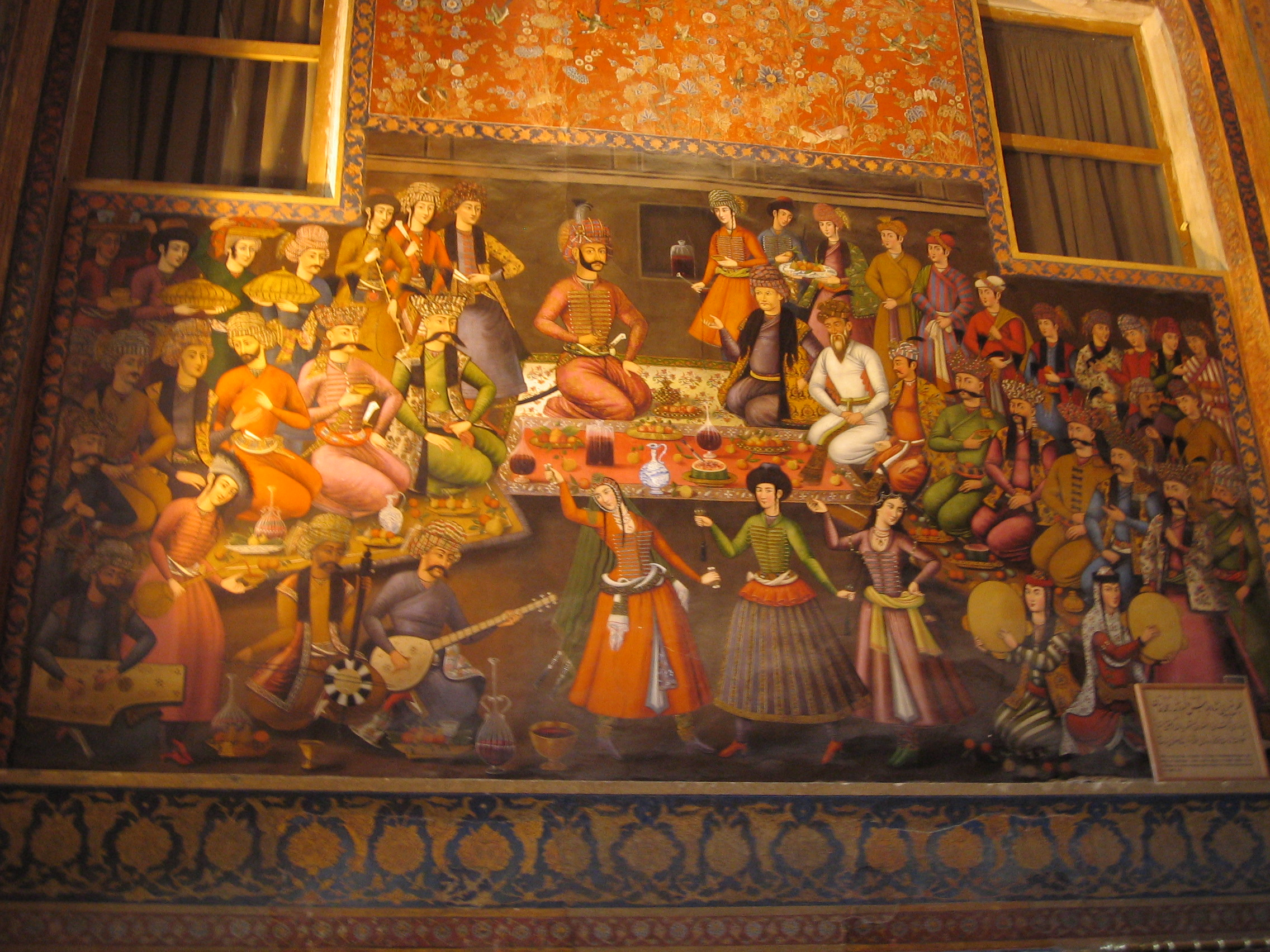
Fresco de Chelel Sotún.

En época musulmana, a pesar del aniconismo que el islam mantuvo en otras zonas, la pintura en Irán alcanzó su cumbre durante la era Tamerlán (siglos XIV-XV), cuando destacados maestros como Kamaleddin Behzad engendraron un nuevo estilo de pintura. Posteriormente (imperio safávida -siglo XVI al XVII-, afsáridas y Zand -siglo XVIII-, Kayar -siglo XIX y comienzos del XX- Palevi -mediados del siglo XX- república islámica -finales del XX y siglo XXI-) se desarrollaron varias ramas; la más famosa es la del arte clásico de la miniatura persa y que incluye el estilo moderno del Qahveh Khanehei (el estilo de pintura de las casas de té o café), introducida durante la dinastía Kayar. Los temas que trata este estilo son a menudo religiosos que representan escenas de epopeyas chiitas y similares, como el banquete de recepción que Abbas el Grande dio a Valí Nadr Mohamed, khan de Bujara, pintado al fresco en el palacio de Chehel Sotún ("cuarenta columnas") de Isfahán. Las pinturas de la dinastía Kayar son una combinación de influencias europeas y las escuelas de miniaturas del imperio safávida, como las introducidas por el Reza Abbasi (finales del XVI y comienzos del XVII).

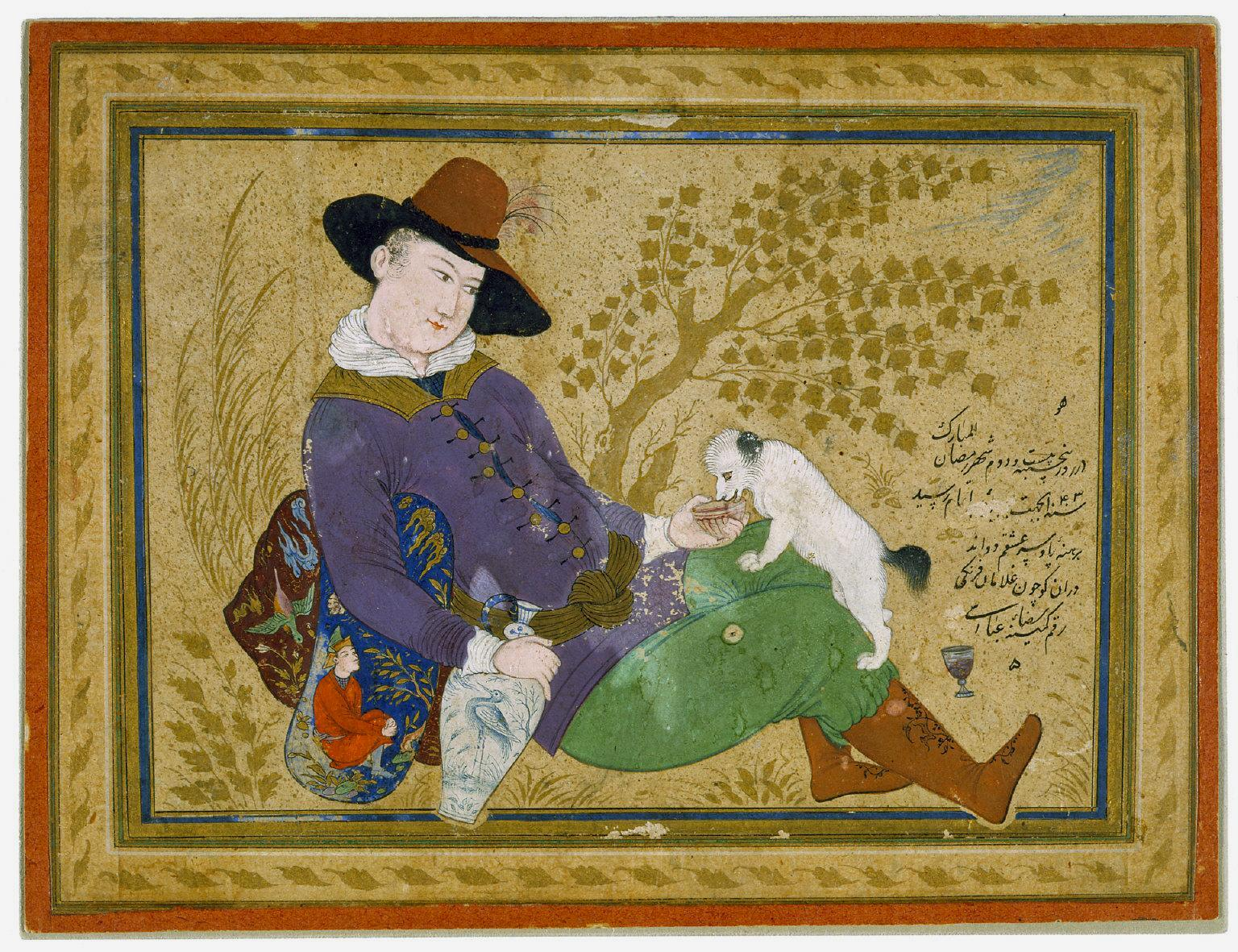
El joven portugués, de Reza Abasi, 1634.
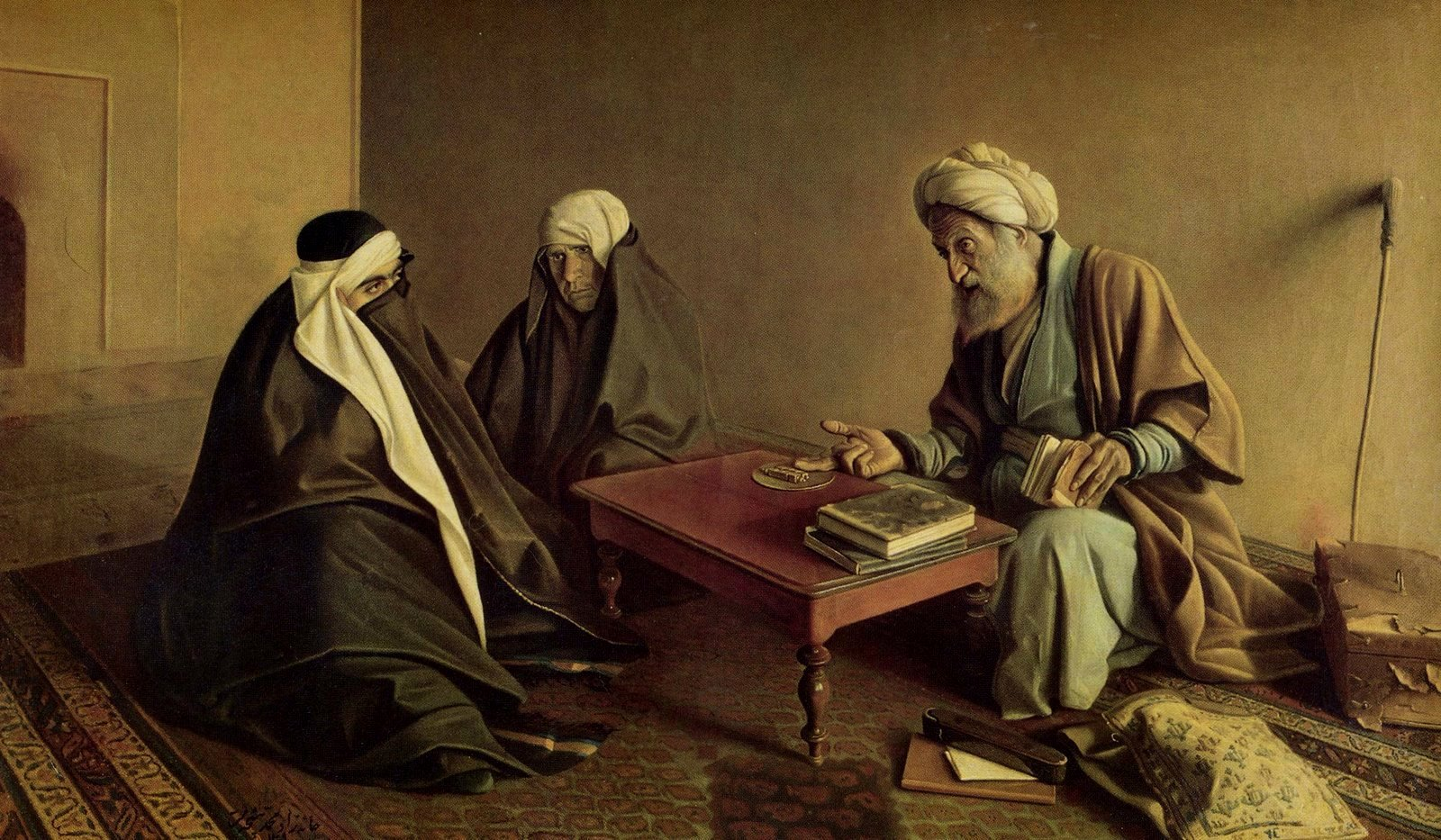
Rammal, de Kamalolmolk, 1892.

A finales del XIX y comienzos del XX, maestros como Kamal-ol-molk, impulsaron aún más la influencia europea en Irán.
En la actualidad muchos artistas iraníes producen arte moderno con un estilo internacional.

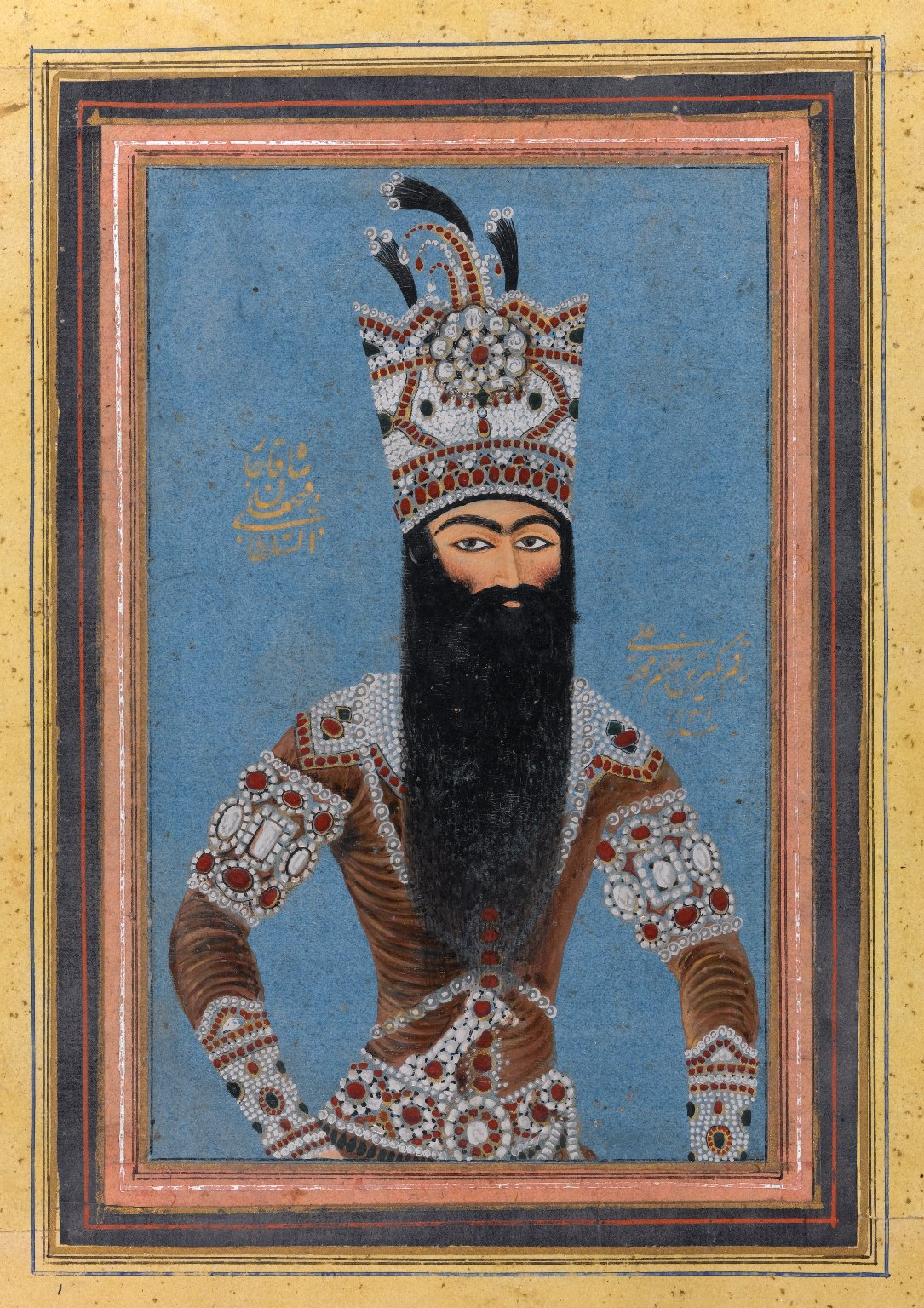
Mihr 'Ali (activo ca. 1800-1830). Retrato de Fath Ali Shah Qajar, 1815. Brooklyn Museum.
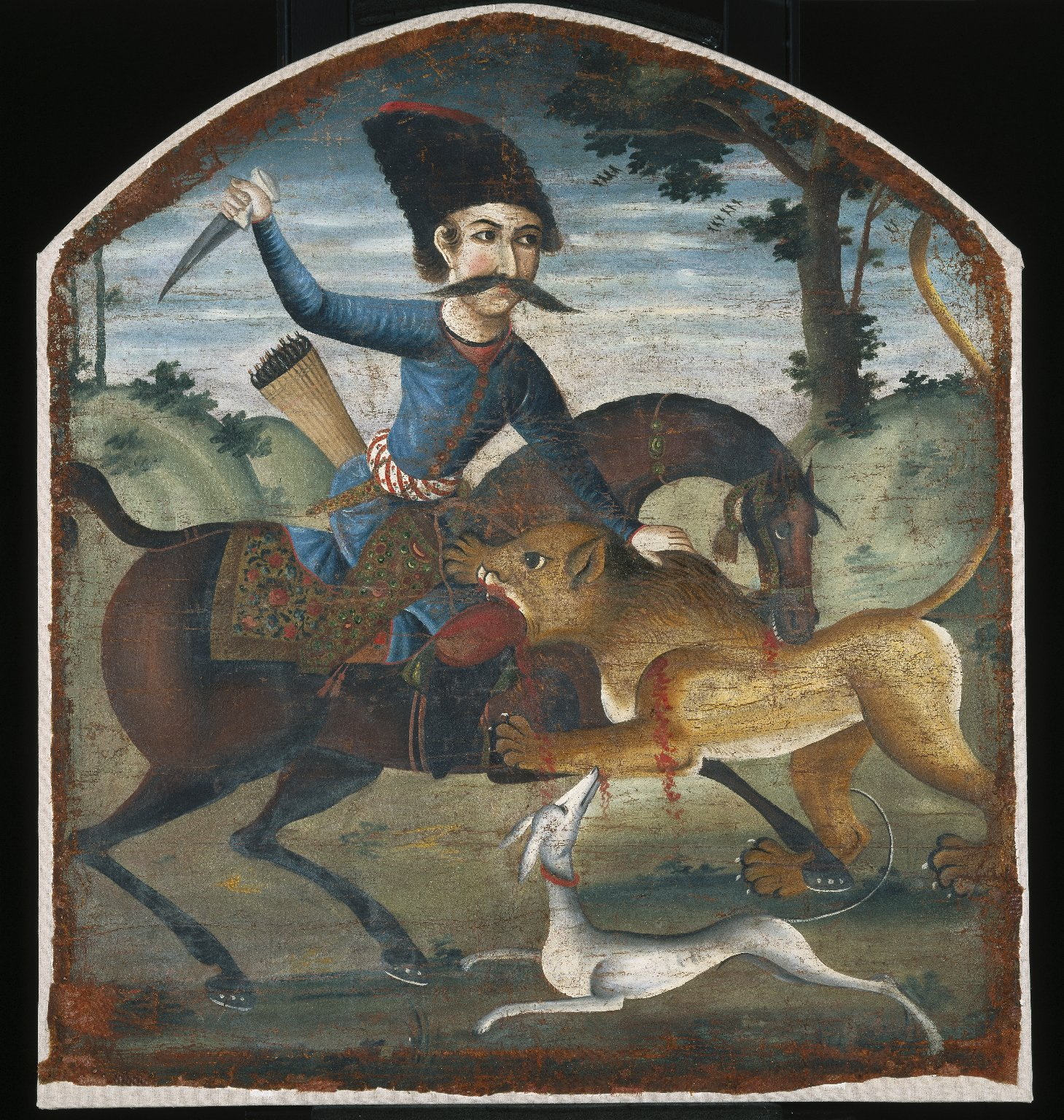
Cazador a caballo atacado por un león, mediados del siglo XVIII. Brooklyn Museum.
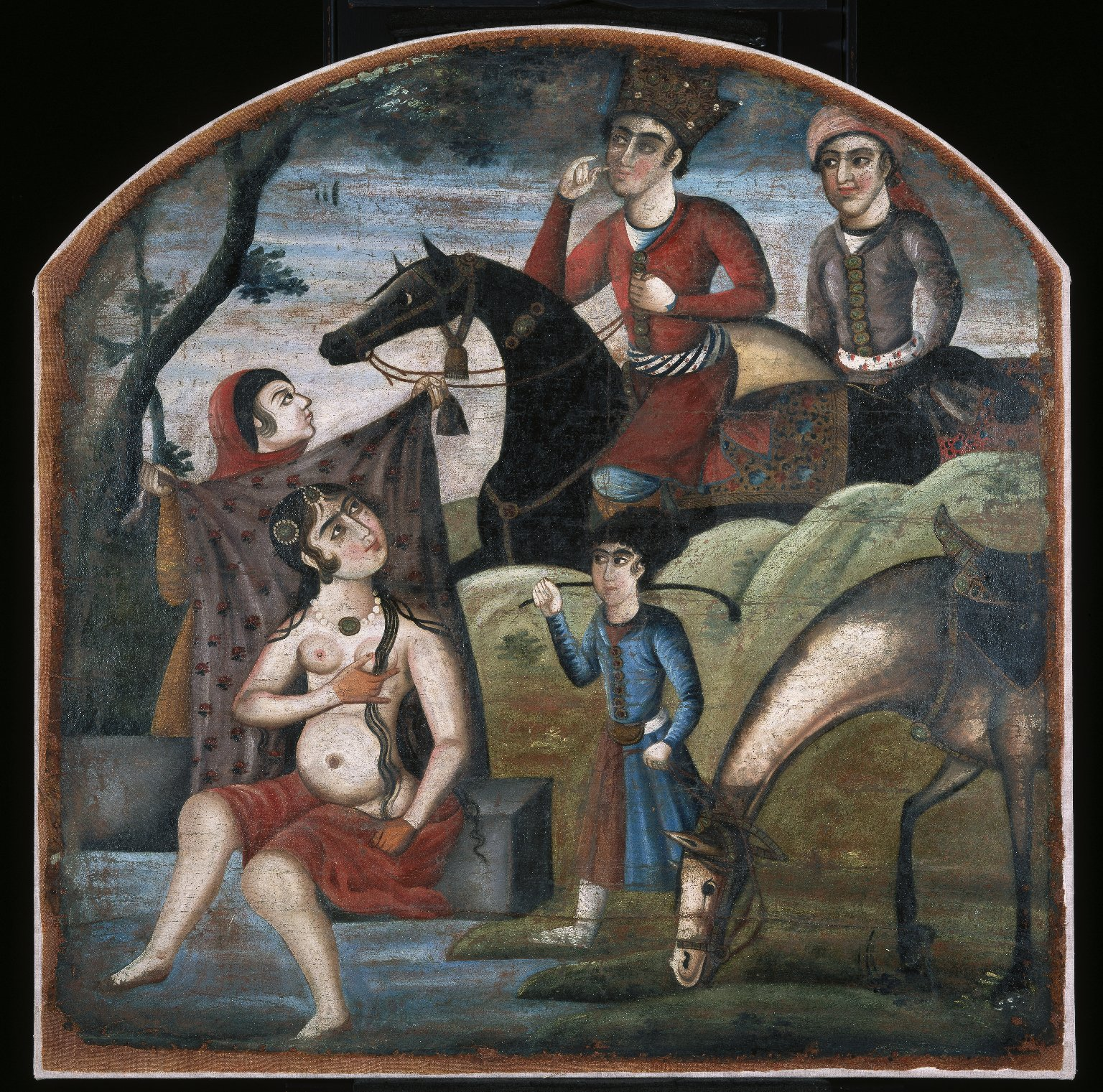
Cosroes II descubre a Shirin bañándose, del ciclo pictórico Ocho asuntos poéticos mediados del siglo XVIII. Brooklyn Museum
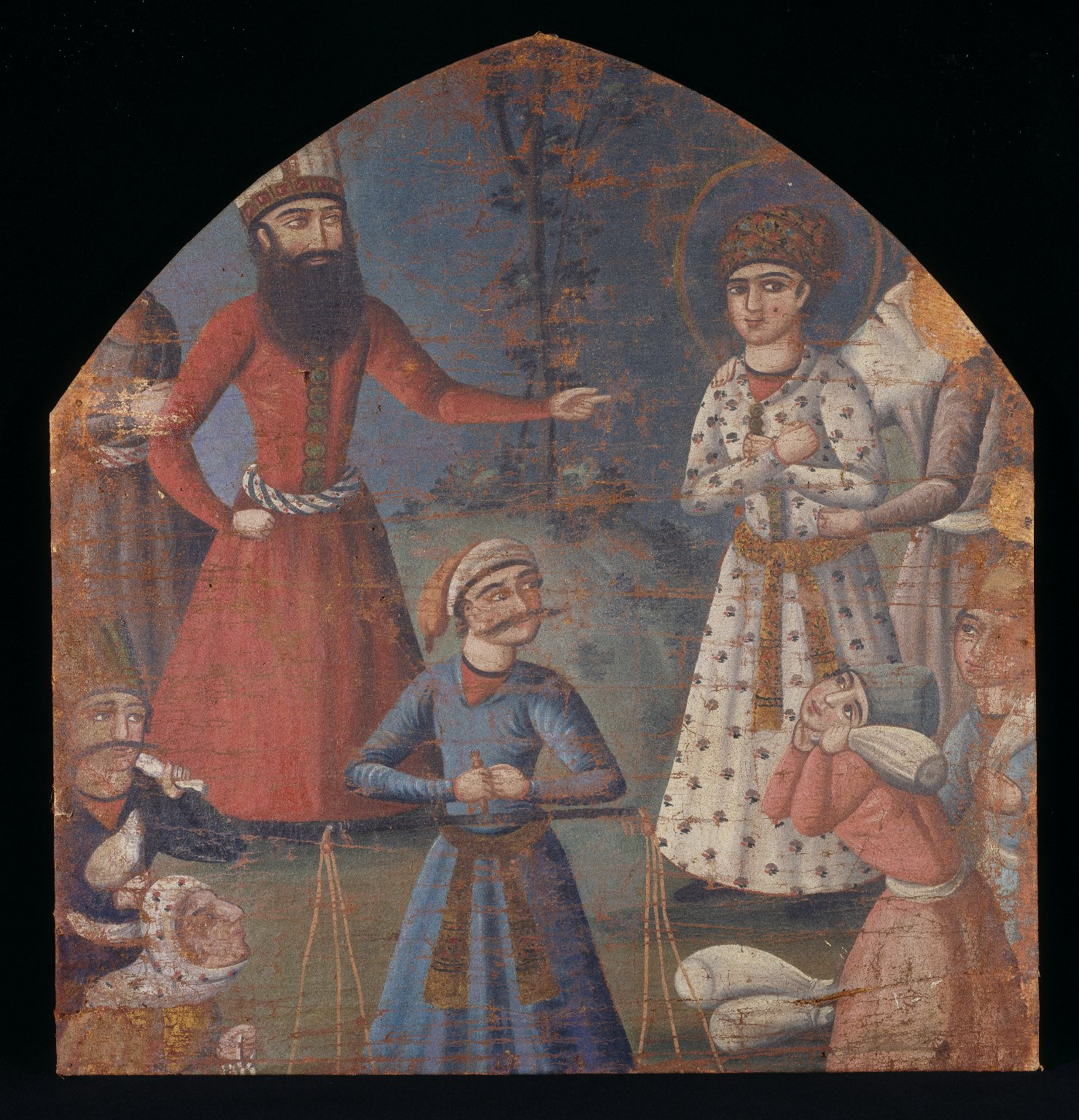
El rey nombrando a José responsable de los graneros del reino, mediados del siglo XVIII. Brooklyn Museum

El historiador de Oriente Basil Gray cree que "Irán ha ofrecido un arte único al mundo, que es excelente dentro de su estilo".